# Списак места Светске баштине у Зимбабвеу
Организација Уједињених нација за образовање, науку и културу (УНЕСKО) означава места Светске баштине од изузетне универзалне вредности за културну или природну баштину која су номиноване од стране земаља потписница Конвенције о Светској баштини УНЕСКО-а, установљене 1972. године. Културно наслеђе се састоји од споменика (као што су архитектонска дела, монументалне скулптуре или натписи), групе зграда и локалитета (укључујући археолошка налазишта). Природне карактеристике (које се састоје од физичких и биолошких формација), геолошке и физиографске формације (укључујући станишта угрожених врста животиња и биљака) и природни локалитети који су важни са становишта науке, очувања или природне лепоте, дефинишу се као природне наслеђе. Зимбабве је прихватио конвенцију 16. августа 1982. године. У Зимбабвеу се налази пет локалитета светске баштине, а још два се налазе на прелиминарној листи.
Први локалитет у Зимбабвеу који је уврштен на листу био је Национални парк Мана Пулс, са сафари подручјима Сапи и Чеворе, 1984. године. Најновији локалитет који је уврштен су брда Матобо, 2003. године. Три локалитета у Зимбабвеу су уврштена због културних, а два због природних својстава. Моси-оа-Туња односно Викторијини водопади је транснационални локалитет, који се дели са Замбијом. Зимбабве је два пута био члан Комитета за светску баштину.

## Локалитети
УНЕСКО наводи локалитете под десет критеријума; сваки унос мора да испуњава бар један од критеријума. Критеријуми од I до VI су културни, а од VII до X су природни.
| Име места                                                | Фотографија                                  | Локација           | Година уписа | Подаци УНЕСКО-а              | Опис |
| -------------------------------------------------------- | -------------------------------------------- | ------------------ | ------------ | ---------------------------- | --- |
| Национални парк Мана Пулс, сафари подручја Сапи и Чеворе | Trees growing on a river island              | Машоналенд Запад   | 1984.        | 302; vii, ix, x (природа)    | Овај локалитет обухвата три повезане заштићене области дуж реке Замбези. Мана Пулс представљају некадашње речне канале настале алувијалним наслагама. Током сушне сезоне, поплавне равнице су важан уточиште за велике заједнице сисара, укључујући афричког слона, нилског коња, афричког бивола, мочварну антилопу, зебру, као и предаторе као што су лав, леопард, гепард и нилски крокодил. Источни црни носорог је овде живео у време уписа, али су преостали примерци премештени на сигурније локације. |
| Национални споменик Велики Зимбабве                      | Ruins in stone, a wall and a tower           | Машвинго           | 1986.        | 364; i, iii, vi (култура)    | Велики Зимбабве основао је народ Банту Шона у XI веку. На врхунцу у XIV веку, град је имао 10.000 становника и био је значајан регионални центар са трговачким везама са Кином, Персијом и султанатом Килва на источној обали Африке. Напуштен је око 1450. године због пренасељености и крчења шума, при чему се центар моћи преместио у Ками. Археолошки комплекс обухвата Велику ограду, рушевине на брду и рушевине у долини. У рушевинама је пронађено шест стубова са птицама Зимбабвеа.                |
| Национални споменик рушевине Ками                        | Ruins of a settlement in dry stone           | Матабелеленд Север | 1986.        | 365; iii, iv (култура)       | Ками је био главни град династије Торва између око 1450. и 1650. године, након напуштања Великог Зимбабвеа. Као и претходни, изграђен је техником сувог камена и у сличном архитектонском стилу. Био је важан регионални трговачки центар, са порцеланом из Кине и Шпаније пронађеним међу археолошким остацима. Напуштен је у XIX веку. Пошто локалитет нису уништили трагачи за благом, пружа важан увид у историју региона.                                                                                |
| Моси-оа-Туња / Викторијини водопади*                     | Massive waterfall, photo from above          | Матабелеленд Север | 1989.        | 509; vii, viii (природа)     | Дуж границе између Зимбабвеа и Замбије, река Замбези ствара масивни водопад ширине 1.708 м и максималне висине од 108 м. Река затим наставља кроз серију уских кањона исклесаних у базалтној стени. Падајућа вода ствара маглу која се може видети на десетине километара далеко. Кањони и речна острва су мрестилишта за угрожене врсте као што су таита соко и Верјоов орао. |
| Брда Матобо                                              | Rock formation with several balancing stones | Матабелеленд Југ   | 2003.        | 306rev; iii, v, vi (култура) | Брда Матобо садрже бројне гранитне формације настале током милиона година ерозије. Људи су насељавали ово подручје најмање 500.000 година и интерактивно се односили према пејзажу. Постоје стенске слике старе најмање 13.000 година, што представља једну од најгушћих концентрација стенске уметности у јужној Африци. Археолошки остаци и стенска уметност илуструју живот народа сакупљача и прелазак на пољопривредна друштва. Ово подручје је и даље центар религије Мвари.                            |

## Тентативна листа
Поред локалитета уписаних на Листу светске баштине, државе чланице могу да одржавају листу пробних локација које могу да размотре за номинацију. Номинације за Листу светске баштине се прихватају само ако је локација претходно била наведена на тентативној листи. Зимбабве има два добра на својој тентативној листи.
| Име места                   | Фотографија                    | Локација           | Година уписа | Подаци УНЕСКО-а       | Опис |
| --------------------------- | ------------------------------ | ------------------ | ------------ | --------------------- | --- |
| Национални споменик Зива    | Stone ruins under trees        | Маникаленд         | 1997.        | iii, iv, v (култура)  | Зива је археолошко налазиште са налазима који потичу од каменог доба до историјских времена. Постоје остаци ловачко-сакупљачких друштава, налазишта камених цртежа, остаци насеља пољопривредних друштава, брдска утврђења, ограђени простори и остаци топионица гвожђа. |
| Налетале комплекс Зимбабвеа | Remains of a wall in dry stone | Матабелеленд Север | 2018.        | ii, iii, iv (култура) | Ова номинација обухвата неколико група насеља са зидовима од сувог камена. Датирају из периода од XVI до XVIII века. Иако нису толико монументални као зграде у Великом Зимбабвеу или Хамију, зидови у Налеталеу су познати по својој архитектонској финеси са прелепим орнаментима. Људи из Налеталеа су трговали са Португалцима, размењујући злато за предмете попут кинеског порцелана. |